# Ó
O kreskowane, „u” lub „o” z kreską, „u” kreskowane, „u” zamknięte (majuskuła: Ó, minuskuła: ó) – dwudziesta pierwsza litera alfabetu polskiego. Dawniej w języku polskim oznaczała iloczas, to znaczy długie o, które później przeszło w pochylone o (głoska pomiędzy o a u). Następnie jej wymowa zaczęła się przekształcać w „u” aż do całkowitego zrównania wymowy w języku standardowym. Zapis nadal jednak pozostaje odmienny („ó” i „u”), co często prowadzi do problemów w poprawnej ortograficznie pisowni niektórych wyrazów. 
W polskich książkach ó pojawiło się w roku 1654, w drukach wychodzących z drukarni Akademii Zamojskiej.
Różnica w wymowie „ó” i „u” zachowała się w niektórych gwarach, między innymi góralskich, np. cieszyńskiej, żywieckiej, orawskiej itp. Na Podhalu wymowa jest bardziej zbliżona do [ɔ], niż do [u]. Wyrazy takie jak np. pary Bug i Bóg, lud i lód wymawia się w tych gwarach inaczej i nie potrzeba mówić całego zdania, by wiedzieć, czy mowa o Bugu czy o Bogu, ludzie czy lodzie. Brzmienie głoski „ó” można usłyszeć w piosenkach zespołów folkowych, np. Golca uOrkiestry. Na Orawie ó jest wymawiane jako [ʊ], np. Bóg – /Bʊg/, góra – /gʊra/.
Jest także używana w językach: dolnołużyckim i górnołużyckim, czeskim, słowackim, kazachskim, węgierskim, hiszpańskim (jako zaznaczenie akcentu), kaszubskim, islandzkim i wietnamskim. W językach łużyckich oznacza różny dźwięk w zależności od dialektu, od [ɔ] poprzez [ʊ] i [ɨ] do [e].